# Маргарет Макміллан
Маргарет Олвен Макміллан (нар. 23 грудня 1943) — канадська історикиня і професорка Оксфордського університету. Колишня ректорка Трініті-коледжу в Торонто та професорка історії в Університеті Торонто, а раніше в Університеті Раєрсона (тепер Університет Метрополітен Торонто). Макміллан є експерткою з історії міжнародних відносин.
Макміллан була лекторкою Reith 2018 року, прочитавши п’ять лекцій по всьому світу на тему війни під назвою «Знак Каїна», у Лондоні, Йорку, Бейруті, Белфасті та Оттаві.

## Сім'я
Маргарет Макміллан народилася 23 грудня 1943 року в родині доктора Роберта Лейдлоу Макміллана та Ейлунід Кері Еванс. Її дідом по материнській лінії був майор сер Томас Дж. Кері Еванс з Індійської медичної служби. Старший Еванс служив особистим лікарем Руфуса Айзекса, 1-го маркіза Редінга, під час терміну перебування останнього на посаді віцекороля Індії (1921–26). Бабуся по материнській лінії, леді Олвен Кері Еванс, була донькою Девіда Ллойд Джорджа, прем'єр-міністра Сполученого Королівства, і його першої дружини, дами Маргарет Ллойд Джордж.
Британський популярний історик і телеведучий Ден Сноу є її племінником.

## Освіта
Макміллан здобула ступінь бакалавра мистецтв (BA) з історії в Університеті Торонто, де навчалася у Трініті-коледжі. Має ступінь бакалавра філософії (BPhil) у галузі політики в коледжі Святої Гільди в Оксфорді та ступінь доктора філософії (DPhil) в коледжі святого Антонія в Оксфорді. Її докторська дисертація була на тему соціальних та політичних перспектив британців в Індії: вона називалася «Соціальні та політичні настрої британських емігрантів в Індії, 1880–1920» і була подана 1974 року.

## Академічна кар'єра
З 1975 по 2002 рік вона була професоркою історії в Університеті Раєрсона в Торонто, зокрема п’ять років працювала завідувачкою кафедри. З 2002 по 2007 рік була ректоркою Трініті-коледжу в Торонто. З 2007 по 2017 рік  була директоркою коледжу Святого Антонія в Оксфорді та професоркою міжнародної історії в Оксфордському університеті. У грудні 2017 року стала почесною професоркою коледжу Леді Маргарет, Оксфорд.
Вона є авторкою книжки «Жінки Раджу». На додаток до численних статей і рецензій щодо різноманітних канадських та світових справ, Макміллан була співредакторкою книжок, присвячених міжнародним відносинам Канади, зокрема з НАТО, і канадсько-австралійським відносинам.
З 1995 по 2003 рік Макміллан була співредакторкою International Journal, який видавав Канадський інститут міжнародних відносин. Раніше вона була членкинею Національної ради директорів CIIA, нині Канадської міжнародної ради, а зараз є членкинею редакційної ради International Journal. 2004 року вона була почесною гостею на згадку про Янгa в Королівському військовому коледжі Канади та виголосила меморіальну лекцію імені Дж. Д. Янга 24 листопада 2004 року.
Дослідження МакМіллан були зосереджені на Британській імперії наприкінці 19-го та на початку 20-го століть та на міжнародних відносинах у 20-му столітті. Упродовж кар'єри вона викладала низку курсів з історії міжнародних відносин. Вона є членкинею Європейської консультативної ради Princeton University Press.

## Визнання та почесті
Її найуспішніша робота — «Миротворці: Паризька мирна конференція 1919 року та її спроба покласти край війні», також вийшла книжкою під назвою «Париж 1919: шість місяців, які змінили світ». Книжка «Миротворці» отримала премію Даффа Купера за видатну літературну роботу в галузі історії, біографії чи політики; премію Гесселл-Тілтман з історії; престижну премію Семюеля Джонсона за найкращий твір нон-фікшн, який вийшов у Сполученому Королівстві, та літературну премію генерал-губернатора 2003 року в Канаді.
Макміллан працювала у правліннях Канадського інституту міжнародних відносин, Атлантичної ради Канади, Фонду спадщини Онтаріо, Historica та Товариства сприяння парламентській демократії Черчилля (Канада). Вона є членкинею Королівського літературного товариства, почесниою членкинею коледжу Святого Антонія в Оксфорді та старшою науковою співробітницею коледжу Мессі університету Торонто. Вона має почесні ступені Університету Королівського коледжу, Королівського військового коледжу Канади та Університету Раєрсона, Торонто.
У лютому 2006 року Макміллан отримала звання офіцера ордена Канади. 30 грудня 2015 року її було підвищено до звання Компаньйона — найвищого ступеня цього ордену. Макміллан представляла орден на коронації Чарльза III, короля Канади, і королеви Камілли 6 травня 2023 року. 2017 року прем'єр-міністр Великобританії Тереза Мей порадила королеві Єлизаветі II призначити Макміллан членкинею Ордена Кавалерів Пошани. Про це повідомляється у списку новорічних відзнак на 2018 рік. У 2022 році її обрала королева Єлизавета II, а король Чарльз III надав їй звання члена Ордену Заслуг.
29 травня 2018 року Макміллан отримала звання почесного доктора літератури Меморіального університету в Ньюфаундленді та Лабрадорі.
У травні 2019 року Макміллан отримала почесний ступінь Американського університету Парижа.
У травні 2020 року МакМіллан  прийняли в почесні члени Наукового товариства Уельсу.

## Статті та інші ЗМІ
Макміллан часто з'являється в популярній та літературній пресі, зосереджуючись на подіях навколо Першої світової війни. Приклади 2014 року охоплюють її ретроспективну поїздку до Сараєво на сторіччя вбивства ерцгерцога Франца Фердинанда та інтерв’ю, в якому вона провела паралелі між тодішньою ситуацією та подіями столітньої давності, прокоментувала  анексію Криму Російською Федерацією й висловила думку, що Володимир Путін засмучений становищем Росії в сучасній політиці, згадала Ірак і суперечку між Китаєм і Японією через острови Сенкаку, а також виступила на підтримку дипломатичного корпусу.
У вересні 2013 року у неї взяли інтерв’ю після виходу її книжки «Війна, яка поклала кінець миру: шлях до 1914 року», і її запросили читати лекцію в Центрі сучасної міжнародної історії Білла Ґрема на тему «Як починаються війни: спалах Першої світової війни», коли вона здобула ступінь почесного доктора Гуронського коледжу Університету Західного Онтаріо .Тоді вона відчула схожу напругу з громадянською війною в Сирії та подіями в Сараєво[джерело?].
Макміллан написала кілька коментарів для The New York Times. У грудні 2013 року вони скоротили її есей з Інституту Брукінгса, в якому вона написала, що «глобалізація може мати парадоксальний ефект сприяння інтенсивному локалізму та нативізму, лякаючи людей, змушуючи їх шукати притулку в невеликих групах однодумців. Глобалізація також робить можливим широке поширення радикальних ідеологій і об’єднання фанатиків, які не зупиняться ні перед чим у  прагненні до досконалого суспільства», і закликала західних лідерів «побудувати стабільний міжнародний порядок» на основі «моменту реальної небезпеки», який об’єднав би населення в «коаліції, здатні й готові діяти».
У десятиріччя терактів 11 вересня в Нью-Йорку Макміллан написала есей про наслідки атак, у якому вона відкинула владу Усами бен Ладена та наголосила на світському характері революцій Арабської весни, які скинули Хосні Мубарака та Зін Ель-Абідін Бен Алі.
У серпні 2014 року Макміллан була однією із 200 громадських діячів, які підписали лист до The Guardian, виступаючи проти незалежності Шотландії напередодні вересневого референдуму з цього питання

### Книги
- - Жінки Раджу /Women of the Raj. Thames and Hudson, 1988; Women of the Raj: The Mothers, Wives, and Daughters of the British Empire in India. Random House LLC. 2007. ISBN 978-0-8129-7639-7.
  - Канада і НАТО: неспокійне минуле, непевне майбутнє /Canada and NATO: Uneasy Past, Uncertain Future. За редакцією Девіда Соренсона. Waterloo, 1990.
  - Неспокійне століття: міжнародні відносини 1900–1990 /The Uneasy Century: International Relations 1900–1990. Kendall/Hunt, 1996.
  - «Довго відчужені сторони: Канада й Австралія у ХХ столітті». .Parties Long Estranged: Canada and Australia in the Twentieth Century. У співавторстві з Франсін Маккензі. University of British Columbia, 2003.
  - Миротворці: Паризька мирна конференція 1919 року та її спроба покласти край війні /Peacemakers: The Paris Peace Conference of 1919 and Its Attempt to End War. John Murray 2001/2002/2003. ISBN 9780719559396
    - Paris 1919: Six Months That Changed the World. Random House Publishing Group. 18 грудня 2007. ISBN 978-0-307-43296-4.

  - Дім Канади: Рідо-Голл і формування канадського житла. /Canada's House: Rideau Hall and the Invention of a Canadian Home. У співавторстві з Марджорі Гарріс та Анн Л. Дежарден. Knopf Canada, 2004
  - Ніксон у Китаї: Тиждень, що змінив світ /Nixon in China: The Week That Changed the World. Viking Canada, 2006.

  - Як використовують і спотворюють історію /The Uses and Abuses of History. Penguin Canada, 2008; The Uses and Abuses of History. Profile Books. 1 березня 2010. ISBN 978-1-84668-210-0.
    - Dangerous Games: The Uses and Abuses of History. Random House Publishing Group. 7 липня 2009. ISBN 978-1-58836-768-6.

  - Stephen Leacock. Penguin Group US. 31 березня 2009. ISBN 978-0-14-317521-6.
  - The War That Ended Peace: How Europe Abandoned Peace for the First World War. London: Profile Books. 2013. ISBN 9781846682728.
    - Canadian edition: The War That Ended Peace: The Road To 1914. Toronto: Penguin Canada. 2013. ISBN 9780670064045.
    - U.S. edition: The War That Ended Peace: The Road To 1914. New York: Random House. 2013. ISBN 9781400068555.

  - History's People: Personalities and the Past. CBC Massey Lectures (англ.). Toronto, ON: House of Anansi Press. 2015. ISBN 978-1-4870-0005-9. OCLC 913612314.
  - War: How conflict shaped us (вид. First U.S.). New York: Random House. 2020. ISBN 978-1-9848-5613-5. OCLC 1158508035.

### Критичні дослідження та огляди творчості МакМіллан
Ніксон і Мао
- MacFarquhar, Roderick (28 червня 2007). Mission to Mao. The New York Review of Books. 54 (11): 67—71.

## Переклади українською
2023 року у видавництві «Лабораторія» вийшов український переклад книжки «Війна. Як конфлікти формували нас». Перекладач — Назар Старовойт.

## Зовнішні посилання
- Офіційний сайт
- Radio interview with Margaret MacMillan (2003) Fresh Air, NPR
- Biography of Margaret Olwen MacMillan at Foreign Affairs and International Trade Canada
- Margaret MacMillan audio interview 12 December 2006, The Commentary, Joseph Planta
- Margaret MacMillan television interview 2009-11-13 with Allan Gregg on TVOntario
- "Margaret MacMillan: The Road to 1914", The Agenda with Steve Paikin, 12 November 2014
- Margaret MacMillan: Reith Lectures 2018
- Публікації на C-SPAN
  - In Depth interview with MacMillan, 4 April 2004
- Маргарет Макміллан на сайті IMDb (англ.)